# Матеуш Скшипчак
Матеуш Скшипчак (пол. Mateusz Skrzypczak, нар. 22 серпня 2000, Познань) — польський футболіст, захисник клубу «Лех» і національної збірної Польщі. 
Виступав також за низку польських клубів. Дворазовий чемпіон Польщі.

## Клубна кар'єра
Матеуш Скшипчак народився 2000 року в місті Познань, та є вихованцем футбольної школи клубу «Лех». У 2017 році Скшипчак розпочав грати за другу команду клубу «Лех», а з 2018 року розпочав грати за першу команду клубу, проте гравцем основного складу не став, і в 2020—2021 роках грав у оренді в клубах «Пуща» (Неполомиці) та «Стоміл» (Ольштин). У 2021 році футболіст повернувся до клубу «Лех», і хоча гравцем основного складу так і не став, проте в сезоні 2021—2022 років став у складі команди чемпіоном Польщі.
З 2022 року Матеуш Скшипчак грає у складі клубу «Ягеллонія», де став гравцем основного складу. У складі білостоцької команди в сезоні 2023—2024 років футболіст удруге в кар'єрі став чемпіоном Польщі.
19 червня 2025 року повернувся до «Леха», підписавши контракт на чотири роки.

## Виступи за збірні
У 2014 році Матеуш Скшипчак дебютував у складі юнацької збірної Польщі, загалом на юнацькому рівні взяв участь у 16 іграх, відзначившись 2 забитими голами.
| Дата      | Місто     | Господарі | Результат | Гості   | Турнір            | Голи | Примітки |
| --------- | --------- | --------- | --------- | ------- | ----------------- | ---- | -------- |
| 6-6-2025  | Хожув     | Польща    | 2 – 0     | Молдова | товариський матч  | -    |          |
| 10-6-2025 | Гельсінкі | Фінляндія | 2 – 1     | Польща  | Відбір до ЧС 2026 | -    |          |
| Усього    |           | Матчів    | 2         |         | Голів             | 0    |          |

## Титули і досягнення
- Чемпіон Польщі (2):

«Лех»: 2021–2022
«Ягеллонія»: 2023–2024